# Агаев, Джангир Рахимович
Джангир Рахимович Агаев (6 сентября 1939 года, Москва, СССР — 1 мая 2008 года, Москва, Россия) — советский и российский художник-карикатурист. Художник газеты «Правда» и многократный лауреат её премий. Участвовал в нескольких международных выставках «Сатира в борьбе за мир» в Академии художеств СССР. Лауреат 1-го международного фестиваля политической карикатуры в Брюсселе 1986 г. В 90-е годы его сатирические плакаты и карикатуры были в центре политической жизни России и Москвы.

## Биография
Джангир Агаев родился в Москве в 1939 году. С юных лет печатался в журнале «Пионер», а после службы в армии работал на заводе «ЗИЛ», где выпускал сатирические плакаты «Комсомольский Прожектор» на общезаводские темы. В 1965 году, победив на конкурсе карикатуристов, перешел на работу в редакцию газеты «Вечерняя Москва», а через 5 лет был приглашен в газету «Правда», где проработал 21 год. Джангир сотрудничал с журналом «Крокодил» и другими известнейшими печатными изданиями. Будучи страстным рыбаком, художник опубликовал сотни юмористических работ, посвященных рыбалке. В начале 90-х годов стал основателем и главным редактором газеты «Рыбалка».
В мае 1988 года Агаев организовал творческую группу Московского уличного сатирического плаката под названием «Москва и Россия». Плакаты «Окна Перестройки» еженедельно выставлялись в витринах «Известий» на Пушкинской площади и Новом Арбате с 1988 по 1995 года. Поддерживая своей сатирой развернувшуюся в стране перестройку, Агаев и его группа художников остро критиковали и высмеивали алчную власть, коррупцию и ущемление интересов народа. Все события политической жизни страны попадали «на карандаш» художников. Их меткое отображение пороков и бед общества, армии, руководства страны раздражало власть имущих. Художникам угрожали, срывали плакаты, били стёкла уличных экспозиций, но Джангира это не останавливало. Его плакаты «Окна Перестройки» в полной мере отразили основные политические и экономические вехи в СССР, России и Москве.
В разное время в состав творческой группы входили известные карикатуристы. Среди них — Иванов, Корнев, Мохов, Черепанов, а также и литературный редактор Еремин. Также художники работали на четырёх Съездах народных депутатов России. Уже к первому дообеденному перерыву в работе Съезда была готова серия из 3-4 плакатов на актуальные темы дня. Плакаты вывешивали в коридоре Большого Кремлёвского дворца.
Всего на обозрение общественности за семь с половиной лет было выставлено более 2000 плакатов, 500 экземпляров приобрела Библиотека Конгресса США (Вашингтон). Более 200 оригиналов сейчас находятся в Музее современной истории России и других отечественных музеях. Работы художника есть в музеях Лондона, Рио-де-Жанейро, Мальты.
После «Москвы и России» Джангир открыл ООО «Изоплакат», где являлся директором и главным художником. Он издал книги «За Державу обидно», «С фломастером вне регламента», «Москва и Россия». Эти книги являются иллюстрированной энциклопедией бурной и нелегкой жизни нашей страны в послеперестроечный период.

По заказу Центрального музея Великой Отечественной войны на Поклонной горе Джангир создал серию плакатов к 60-летию Победы: «Сталинградская Битва», «Блокада Ленинграда», «Битва под Ржевом» и другие работы, выполненные в оригинальной авторской манере. К 850-летию столицы художник нарисовал плакат с более чем 500 персонажами в костюмах разных эпох. Среди них можно отыскать Юрия Долгорукого, Юрия Лужкова и самого художника. Плакат признан лучшим на выставке, организованной Союзом Журналистов Москвы. Джангир Агаев создал серию альбомов с историей Российских городов — Ржева, Тары, Реутова и других, а также по просьбе мэра Москвы Юрия Лужкова выпустил альбом из 30 рисунков к 75-летию великого артиста Юрия Никулина.
«Он мудрый человек… Я слушаю, как он хрипловатым и каким-то оченьжитейским голосом говорит о своей печали за Россию, о том, как отвратительно человеческое хамелеонство, увиденное им на депутатском Съезде, как из-за этого он заставлял себя сдерживаться, чтобы не нагрубить, не обидеть в своих рисунках… И я проникаюсь ещё большим уважением к нему.»

— В. И. Брагин, Председатель Комитета Верховного Совета России по средствам массовой информации. Июнь 1992 г.
Художник печатался в ведущих газетах Москвы до последнего дня, не оставляя без внимания ни одно политическое событие нашей страны.
Джангир Агаев ушел из жизни в 2008 году.